# Rendimento del capitale investito
Il rendimento del capitale investito, comunemente noto con l'acronimo inglese ROCE (return on capital employed), è un indice economico dell'efficienza e della redditività degli investimenti dei capitali di un'azienda.
Fornisce delle informazioni su come un'azienda sta utilizzando i capitali per generare il reddito. 
Il capitale investito non comprende le poste rettificative del capitale netto, iscritte nel passivo di bilancio, quali ad esempio i fondi ammortamento dei beni strumentali oppure i fondi accantonamento TFR. Secondo i principi contabili internazionali IAS, i beni oggetto di contratto di locazione finanziaria (contabilizzato a bilancio) devono essere valorizzati nel capitale investito, come se il cespite fosse di proprietà.
Come per tutti gli altri indici tipici dell'Analisi di bilancio, la sua interpretazione ha senso se affrontata in ottica temporale (rispetto al valore negli anni precedenti) o spaziale (rispetto al valore dei competitor). Inoltre, è utilizzato nella determinazione del Valore economico aggiunto.

## Calcolo del ROCE

### ROCE lordo
Il calcolo del ROCE al lordo delle imposte si ottiene dividendo il profitto al lordo degli oneri finanziari e delle imposte (reddito operativo aziendale o EBIT) per il Capitale Investito, dato dalla differenza fra le attività totali e le passività correnti, cioè dalla somma tra Passività consolidate e Patrimonio Netto.
{\displaystyle ROCE={EBIT \over Attivit{\grave {a}}\ totali\ -passivit{\grave {a}}\ correnti}}

### ROCE netto
Il calcolo del ROCE al netto delle imposte si ottiene dividendo il profitto al lordo degli oneri finanziari ma al netto delle imposte (reddito operativo al netto delle imposte o NOPAT) per il Capitale Investito, dato dalla differenza fra le attività totali e le passività correnti, cioè dalla somma tra Passività consolidate e Patrimonio Netto.
{\displaystyle ROCE={NOPAT \over Attivit{\grave {a}}\ totali\ -passivit{\grave {a}}\ correnti}}